# Change (canción de Christina Aguilera)
«Change» — en español Cambio — es un sencillo interpretado por la cantante estadounidense Christina Aguilera, en apoyo a la comunidad LGBT tras la Masacre de la discoteca Pulse el 12 de junio de 2016, y dedicada también a la memoria de la cantante Christina Grimmie, concursante de The Voice que fue asesinada durante una firma de autógrafos solo un día antes, el 10 de junio; ambos episodios sucedidos en la ciudad de Orlando, Florida. La canción fue escrita por Aguilera en colaboración con Fancy Hagood y Flo Reutter.

## Lanzamiento
La noche del 16 de junio de 2016, Christina Aguilera publicó una carta en su portal web oficial donde explicaba las razones que la llevaron a realizar el sorpresivo lanzamiento de un sencillo, mostrando su rechazo a los atentados contra la comunidad LGBT que había tenido lugar en días pasados. La canción fue estrenada de manera oficial la mañana siguiente en el programa radial «On Air» de Ryan Seacrest, aunque unas horas antes ya había sido liberada por RCA Records en las plataformas de descarga digital.
Los representantes de Aguilera informaron que las ganancias producidas por las ventas de la canción durante los tres primeros meses serían destinadas en su totalidad a la National Compassion Fund, para ayudar a las víctimas y familias de los fallecidos en la Masacre de la discoteca Pulse en la ciudad estadounidense de Orlando, que sumó 49 víctimas mortales y cerca de cincuenta heridos.

### Video lírico
El lanzamiento del sencillo fue acompañado de un video musical colgado en su cuenta Vevo, de Youtube, la mañana del 17 de junio de 2016. En el mismo puede apreciarse la letra de la canción sobre un fondo de película casera, que alterna fotografías de la infancia de Aguilera junto a escenas en las que aparece con cabello rojizo y coreando el tema.

## Recepción

### Crítica y cultural
La canción fue bien recibida por los fanáticos de la artista, que expresaron inmediatamente su apoyo mediante las redes sociales. Los editores de la revista Billboard describieron el sencillo como «una balada poderosa», mientras que la revista Rolling Stone la llamó «una empoderadora canción sobre identidad y aceptación». Por otro lado, la revista V declaró que se trata de «un himno empoderador que llama a terminar con la violencia desenfrenada contra la comunidad LGBT (y otras minorías privadas de sus derechos)».
Según Brennan Carley, de la revista digital Spin, «Change es una canción emocionalmente resonante», y añadió que la grandeza de la voz de Aguilera puede apreciarse incluso en las notas más simples. El sitio celebmix.com escribió: «un himno de esperanza para la comunidad LGBTQ, es un llamado al cambio y para ser valientes, que nos recuerda a Beautiful», destacando además la interpretación lírica y vocal de Aguilera.

### Comercial
A pocas horas de su lanzamiento, Change se ubicó en el primer lugar de descargas digitales en las listas iTunes de países como Argentina, Brasil, Chipre, Costa Rica, Filipinas, Guatemala, Jordania, Tailandia y Vietnam.

## Posicionamiento
| Listas (2016)                           | Posición |
| --------------------------------------- | -------- |
| Canadá (Canadian Hot 100)               | 36       |
| Escocia (Scottish Singles Sales Chart)  | 47       |
| España (Spain Singles Top 50)           | 28       |
| Estados Unidos (Bubbling Under Hot 100) | 5        |
| Estados Unidos (Digital Songs)          | 32       |
| Francia (SNEP)                          | 121      |
| Portugal (AFP)                          | 44       |
| Reino Unido (Official Charts Company)   | 173      |

## Créditos
- Escritores: Christina Aguilera, Fancy Hagood, Flo Reutter
- Producción: Flo Reutter
- Voz: Christina Aguilera